# 拉努利山麓冰川
78°09′50″S 84°40′00″W / 78.16389°S 84.66667°W

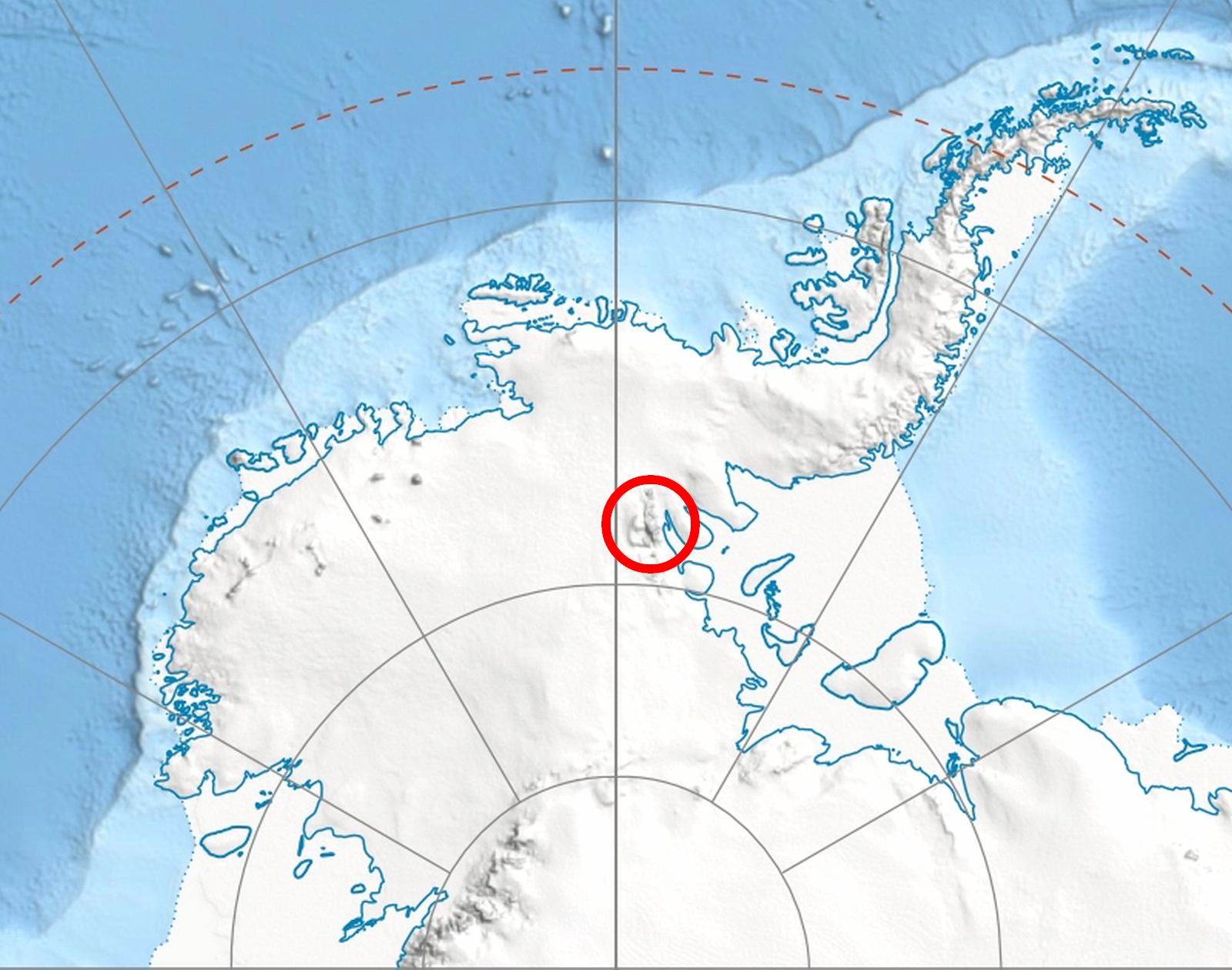

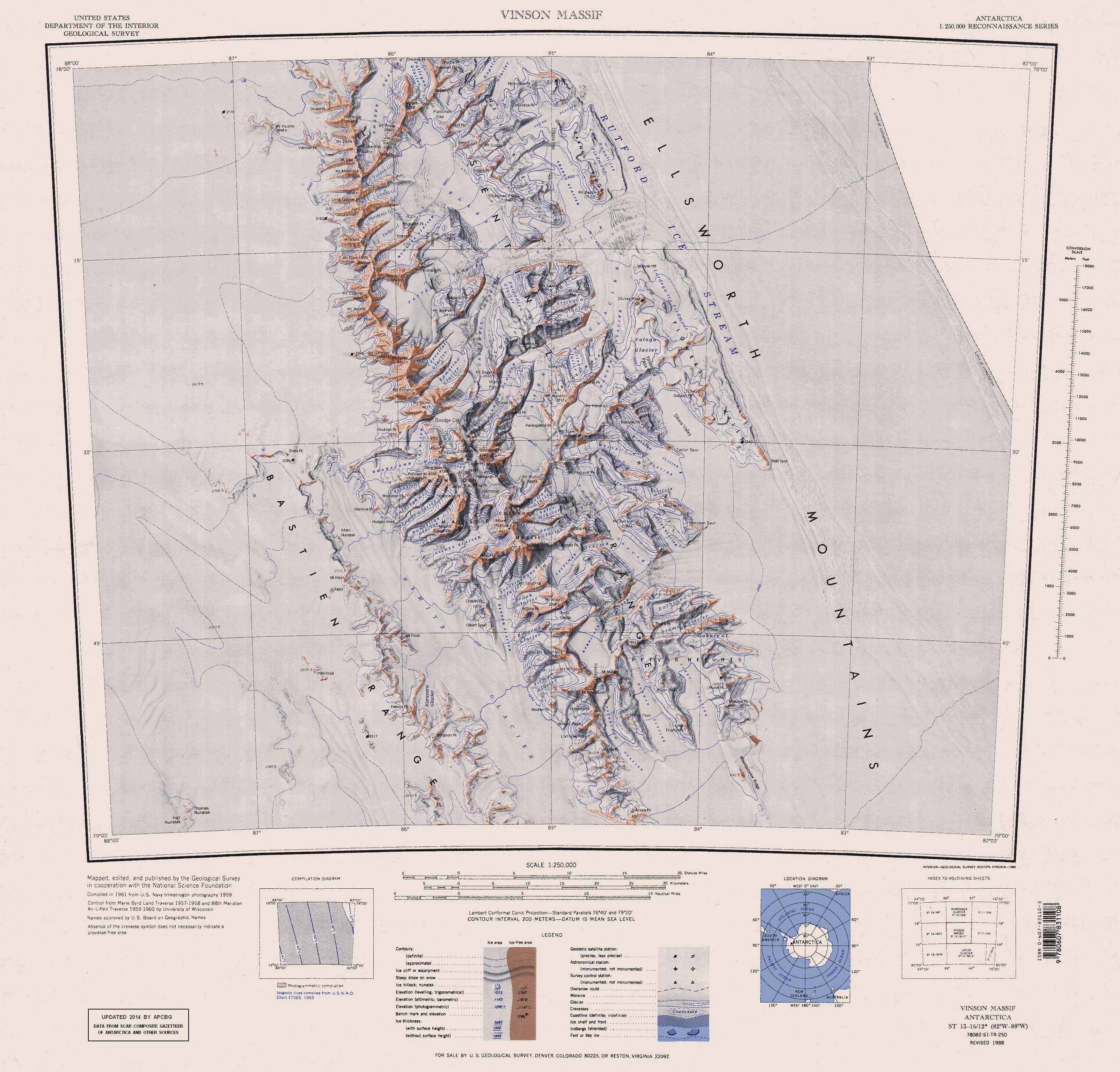

拉努利山麓冰川（Ranuli Ice Piedmont），是南極洲的冰川，位於埃爾斯沃思地，處於埃爾斯沃思山脈的森蒂納爾嶺地區，流經巴恩斯嶺東坡，以保加利亞東南部古鎮命名，現時由南極條約體系管理。